# Сэндман, Марк
Марк Сэндман (англ. Mark Sandman; 24 сентября 1952, Ньютон, Массачусетс — 3 июля 1999, Палестрина, Лацио) — американский певец, композитор, изобретатель музыкальных инструментов и мультиинструменталист. Он был иконой инди-рока и постоянным исполнителем на музыкальной сцене Бостона/Кембриджа, наиболее известным в качестве вокалиста и слайд-басиста группы Morphine. Сэндман был также членом блюз-рок-группы Treat Her Right и основателем Hi-n-Dry, студии звукозаписи и независимого лейбла.
Сэндман был известен своим характерным баритоном, острой реакцией на спекуляции о его частной жизни со стороны средств массовой информации, а также харизмой и загадочным поведением, которое делало его непредсказуемым.
Он считался одним из самых недооцененных и квалифицированных бас-гитаристов своего поколения, оказавшим влияние на многих поклонников, в том числе Леса Клейпула (англ. Les Claypool), Майка Уотта и Джоша Омма. Последний сказал: «Марк Сэндман был, вероятно, одним из наиболее креативных и великолепных бас-гитаристов, которых я открыл для себя за последнее десятилетие».
Используя фирменную двухструнную бас-гитару, Сэндман создал необычный «медленный и темный» звук, который он затем использовал в музыке своей группы, за что получил одобрение критиков.

## Ранние годы
Марк Сэндман родился в американской еврейской семье в Ньютоне, штат Массачусетс. Он окончил Университет Массачусетса, затем работал на разных работах, в том числе в строительстве, водителем такси и в коммерческом рыболовстве. Сэндман однажды сказал, что он часто зарабатывал немалые деньги сверхурочными, что позволяло ему уйти с работы и путешествовать за пределами Новой Англии в таких местах, как сельская местность в Колорадо, которая стала местом действия нескольких песен Morphine и Treat Her Right, написанных Сэндменом, в том числе «Thursday», «The Jury» и «I Think She Likes Me».
Два трагических события повлияли на жизнь Сэндмана и позже на его музыку: он был ранен ножом в грудь во время ограбления в такси, и его два брата умерли. Впоследствии эти события легли в основу песни Treat Her Right «No Reason». Его мать, Гитель Сэндман (англ. Guitelle Sandman) позже выпустила книгу «Четыре минус три: История матери» (англ. Four Minus Three: A Mother's Story) о потере трех своих сыновей.
О личной жизни Сэндмана известно немного. Поклонники часто полагают, что многие из песен Сэндмана автобиографичны, что по сей день остается неподтвержденным. Хотя Сэндман служил в качестве неофициального представителя Morphine, он уклонялся от ответа на вопросы о своей личной жизни или его профессиональном опыте за пределами музыкального бизнеса. Сэндман, как сообщается, был особенно скрытен о своем возрасте и сердился на журналистов, которые хотели раскрыть его публично. Предполагалось, что Сэндман переживает, что он на 10-20 лет старше, чем большинство фигур инди-рока, популярных в 1990-х. Это было наиболее заметным в интервью, взятом журналистом Сетом Мнукином для ныне несуществующего музыкального онлайн-журнала Addicted to Noise.

## Музыкальная карьера
Наряду с Morphine, который он создал в 1989 году, Sandman был членом групп Treat Her Right, Sandman, Candy Bar, the Hypnosonics, Treat Her Orange, Supergroup (c Крисом Бэлью (англ. Chris Ballew) и Pale Brothers. Выступал в качестве гостя с бостонским джаз-бэндом Either/Orchestra.
Его инструменты были сильно модифицированы и иногда собраны вручную. В результате звук получался томным, тягучим, что, в частности в паре с баритон-саксофоном Даны Колли в Morphine, создавало то, что Сэндман назвал «низким роком». Его баритон дополнял этот звук.
"Мы просто баритоны", - сказал Сэндман однажды интервьюеру. "И совокупный эффект всех этих инструментов заключается в том, что он звучит очень низко, но вы все равно можете услышать, что происходит между различными инструментами. Он поражает тело особым образом, что некоторым людям очень нравится."
В качестве автора слов песен на Сэндмана оказал влияние автор бульварных романов Джим Томпсон (англ. Jim Thompson) и автор детективов Джеймс Эллрой (англ. James Ellroy).
За годы деятельности Morphine группа выпустила пять альбомов и одну компиляцию B-side. Они много гастролировали, как в США, так и за рубежом, и стали второй группой, подписавшей контракт с Dreamworks Records. В 1990-е Сэндман продолжил расширять свою домашнюю студию звукозаписи в Кембридже за счет подержанных инструментов и оборудования, назвав студию Hi-n-Dry. Hi-n-Dry стала неофициальным домом Morphine, и они записали многие из своих знаменитых песен используя уникальные методы записи, разработанные Сэндманом.

## The Twinemen
В дополнение к своей работе в качестве музыканта Сэндман также был фотографом-любителем и художником. Он создал комикс под названием Twinemen, героями которого были три антропоморфные клубка бечевки, которые создают группу, становятся успешным, распадаются, а позже воссоединяются. Комикс Twinemen также демонстрировал фирменную технику Сэндмана, совмещавшего простые рисунки ручкой или карандашом с акварельными красками. Живопись и фотографии Сэндмана были выставлены на официальном сайте Morphine и позже включены в DVD, выпущенный с альбомом Sandbox. Колли, барабанщик Treat Her Right и Morphine Билли Конуэй (англ. Billy Conway) и певица Лори Сарджент (англ. Laurie Sargent) позже назовут собственную группу Twinemen как дань уважения Сэндману.

## Смерть
Сэндман упал на сцене 3 июля 1999 года в Джардини-дель-Принсипе в Палестрине, Лацио, Италия, выступая с Morphine. Его смерть, в возрасте 46, была результатом сердечного приступа. Причиной смерти считают курение, большие нагрузки и температуру более 40 градусов по Цельсию в вечер его смерти. У него осталась подруга Сабина Хречдакян, родители Роберт и Гитель Сэндман и сестра Марта Холмс. Morphine после его смерти распался, хотя оставшиеся в живых члены устроили гастроли с другими музыкантами под названием Orchestra Morphine, чтобы почтить память Сэндмана и поддержать его посмертный релиз The Night.
После смерти Сэндмана Hi-n-Dry стал коммерческим лейблом и студией, посвященной записи и выпуску работ бостонских артистов. Лейбл и студия управляются бывшими товарищами Сэндмана по группе Morphine Конвеем и Колли. Hi-n-Dry выпустил ретроспективный бокс-сет музыки Сэндмана под названием Sandbox в 2004 году. Ещё четыре диска бокс-сета Morphine были составлены, но не выпущены в связи с продажей бывшего лейбла Morphine, Rykodisc, Warner Brothers.
В 2009 году Колли, Дюпри и бостонский музыкант Джереми Лайонс сформировали группу Vapors of Morphine. Группа регулярно выступает в Бостоне и Новом Орлеане.

### Мемориалы и посвящения

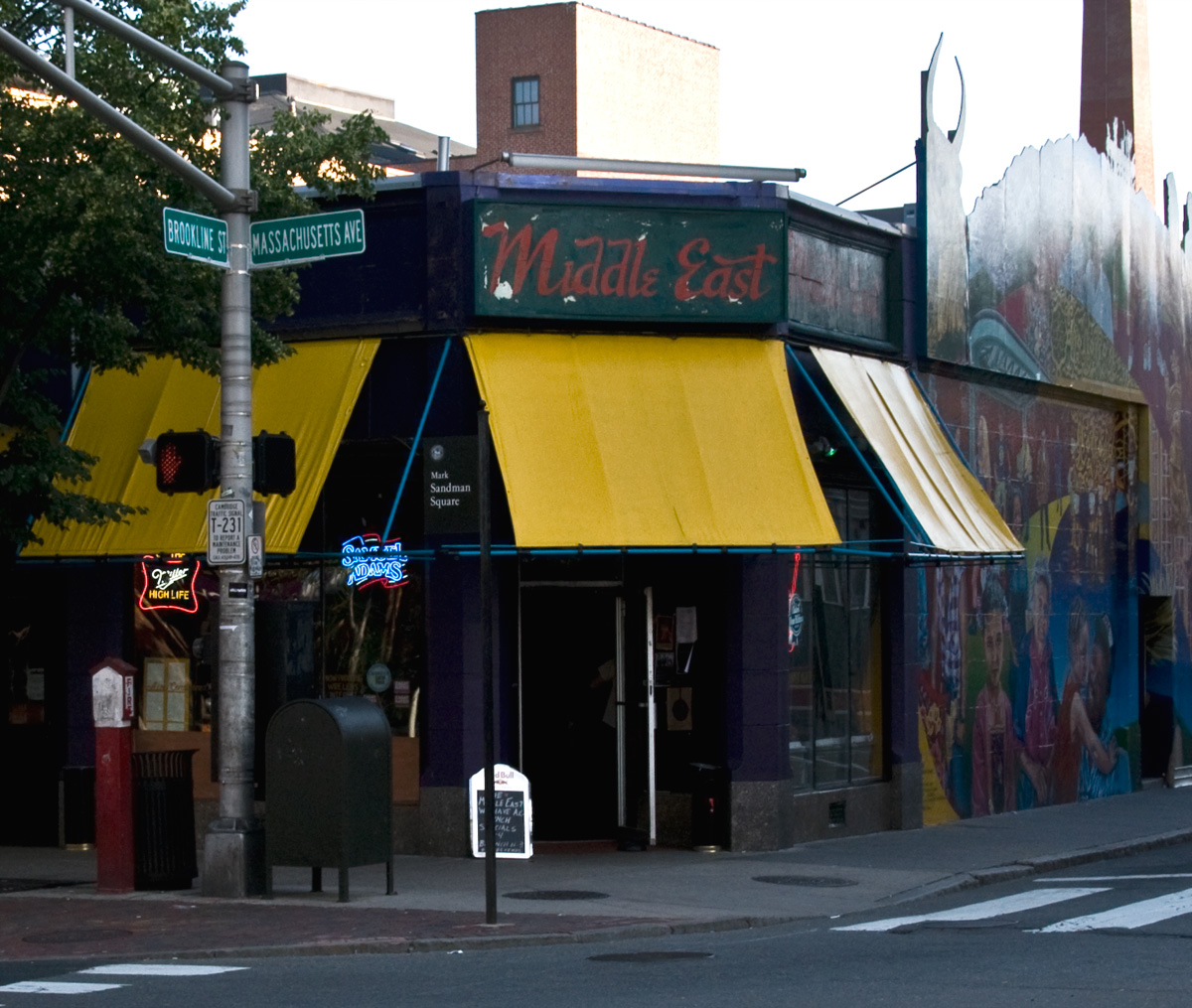
Площадь Марка Сэндмана в Кембридже, штат Массачусетс (2008)

- Площадь на пересечении Массачусетс-Авеню (Massachusetts Avenue) и Бруклайн Стрит (Brookline Street) в Кембридже, штат Массачусетс, названа в честь Сэндмана. Эта площадь находится в непосредственной близости от ресторана Middle East, в котором часто бывал Сэндман.
- Друзья и родные Сэндмана основали Фонд музыкального образования Марка Сэндмана (Mark Sandman Music Education Fund), чтобы дать возможность детям в Кембридже и Бостоне научиться играть на музыкальных инструментах.
- В 2011 году вышел документальный фильм «Cure for Pain: The Mark Sandman Story».[2][3][4]
- В 2017 году в особняке на Васильевском острове в Санкт-Петербурге появилось граффити с изображением Сэндмана.
- В 2018 году вышел фильм "пацаны везут Morphine". По сюжету у троих друзей, занимающихся организацией концертов в родном Брянске, появляется шанс исполнить свою мечту, когда американская рок-группа Morphine соглашается бесплатно выступить на местном благотворительном фестивале. Но ради этого им приходится ввязаться в крупные неприятности. Фильм основан на реальных событиях.

## Дискография

### Альбомы в составе Treat Her Right
- Treat Her Right (1986)
- Tied to the Tracks (1989)
- What’s Good for You (1991)
- The Lost Album (2009)

### Альбомы в составе Morphine
- Good — 1992
- Cure for Pain — 1993
- Yes — 1995
- Like Swimming — 1997
- The Night — 2000
- At Your Service — 2009

### Сольные альбомы
- Sandbox: The Mark Sandman Box Set — 2004